# A1 Team Groot-Brittannië
Het A1 Team Groot-Brittannië was een Brits raceteam dat deelnam aan de A1 Grand Prix.
Eigenaar van het team was Tony Clements. De wagen was gespoten in de kleuren van de Britse vlag.
Groot-Brittannië eindigde de eerste drie kampioenschappen op de derde plaats. Het laatste jaar eindigde het team op de tiende plaats. In totaal won het team 5 races.

## Coureurs
De volgende coureurs hebben gereden voor Groot-Brittannië, met tussen haakjes het aantal races.
- Robbie Kerr (46, waarvan 3 overwinningen)
- Oliver Jarvis (14, waarvan 2 overwinningen)
- Danny Watts (6)
- Dan Clarke (6)
- Darren Manning (4)